# Kysta
Kysta (bis 1948 slowakisch „Kista“; ungarisch Kiszta) ist eine Gemeinde im Osten der Slowakei mit 402 Einwohnern (Stand 31. Dezember 2024), die zum Okres Trebišov, einem Kreis des Košický kraj, gehört. Sie ist Teil der traditionellen Landschaft Zemplín.

## Geographie
Die Gemeinde befindet sich im südwestlichen Teil des Ostslowakischen Tieflands, am nordöstlichen Hang des Kleingebirges Zemplínske vrchy. Das Ortszentrum liegt auf einer Höhe von 151 m n.m. und ist 16 Kilometer von Trebišov entfernt.
Nachbargemeinden sind Novosad im Norden und Osten, Kašov im Südosten, Veľká Tŕňa im Süden und Hrčeľ im Westen.

## Geschichte
Kysta wurde zum ersten Mal 1308 als Kyzthe schriftlich erwähnt. 1405 war das Dorf Besitz der Familie Imregh, später folgten Familien wie Palóczy (1458), Dobo, Báthory (16. Jahrhundert) und  andere. Von 1661 bis 1781 gehörte ein Teil des Ortes dem Paulinerorden aus Sátoraljaújhely, später der Kammer und im 19. Jahrhundert der Familie Vay.
1557 wurden siebeneinhalb Porta verzeichnet, 1715 gab es neun verlassene und 10 bewohnte Haushalte. 1787 hatte die Ortschaft 52 Häuser und 330 Einwohner, 1828 zählte man 54 Häuser und 402 Einwohner. Die Einwohner nahmen am Ostslowakischen Bauernaufstand von 1831 teil. Von 1900 bis 1910 wanderten viele Einwohner aus.
Bis 1918/1919 gehörte der im Komitat Semplin liegende Ort zum Königreich Ungarn und kam danach zur Tschechoslowakei beziehungsweise heutigen Slowakei. Auf Grund des Ersten Wiener Schiedsspruchs war der Ort von 1938 bis 1944 noch einmal Teil Ungarns.

## Bevölkerung
| Jahr                | 1994 | 2004    | 2014    | 2024    |
| ------------------- | ---- | ------- | ------- | ------- |
| Anzahl der Personen | 412  | 406     | 374     | 402     |
| Unterschied         |      | −1,45 % | −7,88 % | +7,48 % |

| Jahr                | 2023 | 2024    |
| ------------------- | ---- | ------- |
| Anzahl der Personen | 395  | 402     |
| Unterschied         |      | +1,77 % |

Nach der Volkszählung 2011 wohnten in Kysta 381 Einwohner, davon 358 Slowaken, zwei Magyaren und ein Russine. Ein Einwohner gab eine andere Ethnie an und 19 Einwohner machten keine Angabe zur Ethnie.
156 Einwohner bekannten sich zur römisch-katholischen Kirche, 109 Einwohner zur griechisch-katholischen Kirche, 72 Einwohner zur reformierten Kirche, neun Einwohner zur orthodoxen Kirche, acht Einwohner zur Evangelischen Kirche A. B. und ein Einwohner zu den Zeugen Jehovas. Fünf Einwohner waren konfessionslos und bei 21 Einwohnern wurde die Konfession nicht ermittelt.

## Bauwerke und Denkmäler
- reformierte (calvinistische) Kirche im klassizistischen Stil aus dem Jahr 1789[6]

## Verkehr
Durch Kysta führt die Cesta III. triedy 3664 („Straße 3. Ordnung“) zwischen Michaľany und Novosad. Der nächste Bahnanschluss ist in Veľaty an der Bahnstrecke Michaľany–Łupków.